# Orthospinus franciscensis
Orthospinus franciscensis es la única especie del género Orthospinus de la familia de peces Characidae en el orden de los Characiformes.

## Morfología
Los machos pueden llegar alcanzar los 7,4 cm de longitud total.

## Hábitat
Vive en zonas de clima tropical.

## Distribución geográfica
Se encuentran en Sudamérica:  cuenca del río São Francisco en Brasil.